# Бердичів
Берди́чів — місто в Центрі України, адміністративний центр Бердичівської міської територіальної громади та Бердичівського району Житомирській області.

## Географія
Бердичів лежить на березі річки Гнилоп'ять, притоки Тетерева, за 44 км на південь від Житомира. Місто лежить у західній частині Придніпровської височини і належить до правобережної частини Наддніпрянського історико-географічного регіону. Площа міста становить 3533 га. Найбільш розповсюдженим типом ґрунтів є чорнозем. Середня висота над рівнем моря 250 м.
Місто є значним залізничним вузлом, де сходяться магістралі Бердичів — Житомир та Козятин — Шепетівка. Від Бердичева відходять автомобільні шляхи на Житомир, Вінницю, Любар, Хмільник, Білу Церкву.
Поділ на мікрорайони
Територія міста умовно поділена на 8 мікрорайонів. На лівому березі річки Гнилоп’ять знаходиться історичний центр міста, а також мікрорайони Елінг, Червона(Лиса) гора, Качанівка, Корніловка, Піски та Завидня. На правому березі знаходяться мікрорайони Новосілки та Загребелля.
Сусідні територіальні громади
Розташована на півдні Житомирської області, Бердичівська територіальна громада межує з Гришковецькою селищною територіальною громадою на північному-сході, з на Семенівською – на південному-сході, з Райгородоцькою – на південному-заході, з Швайківською на північному-заході. Окрім Бердичева в територіальну громаду також входять села Підгородне і Скраглівка.
Клімат
Клімат в місті помірно-континентальний, з м’якою зимою та теплим літом. Середня температура в січні — –3 °С,  в липні — +21 °С. Середньорічна швидкість вітру складає 3,5м/с, впродовж року переважають західні та північно-західні вітри. На рік випадає приблизно 630мм опадів.

## Історія

### Заснування
Територія, на якій розміщене місто, заселена ще в II тисячолітті до н. е. Тут виявлено поселення доби бронзи й залишки двох поселень черняхівської культури.

#### Походження назви
Дослідники історії міста мають різні думки щодо походження назви міста. Існують теорії, що назва походить від слов'янського слова «бердо» («урвище»), або від власного імені Бердич, або від слова «берда» (так слов'яни називали бойову сокиру). На гербі сучасного Бердичева зображено саме бойову сокиру — бердиш — та жезл бога торгівлі Меркурія, що символізує минуле міста як одного з основних центрів торгівлі. Ще одна ймовірна версія походження назви пов'язує назву міста з назвою тюркського племені берендичів, яке заселяло навколишні терени, будучи васалами київських князів.
У 1430-х роках великий князь литовський віддав цю місцевість путивльському та звенигородському наміснику Каленику Мишковичу. Його підданий Бердич і заснував тут хутір, який згодом почав називатися Бердичевом. У 1483 року кримські татари зруйнували населений пункт. 1546 року в акті розмежування земель між Литовсько-Руською державою і Польщею Бердичів згадується як власність Василя Тишкевича (помер 13 серпня 1571 р.), - воєвода Підляський та Смоленський, староста Мінський, власник Бердичева та навколишніх земель. 
Василь Тишкевич був православним за віросповіданням та побудовав (близько 1546 року) у Бердичеві деревяну Православну Церкву Михаїла Архангела (Михайлівська церква) на сьогодні вважається найстарішою православною церквою у Бердичеві (храм вже не існує). Саме сюди, в Михайлівську церкву Василь Тишкевич приніс чудотворний образ Богородиці (відома як ікона Матері Божої Бердичівської). Але з часом, (1768-1772 рр) 700 барських конфедератів під проводом Казимира Пуласького підійшли до Бердичева та підбурювані римо-католиками, вони спалили православну Михайлівську церкву. 

### Середньовіччя

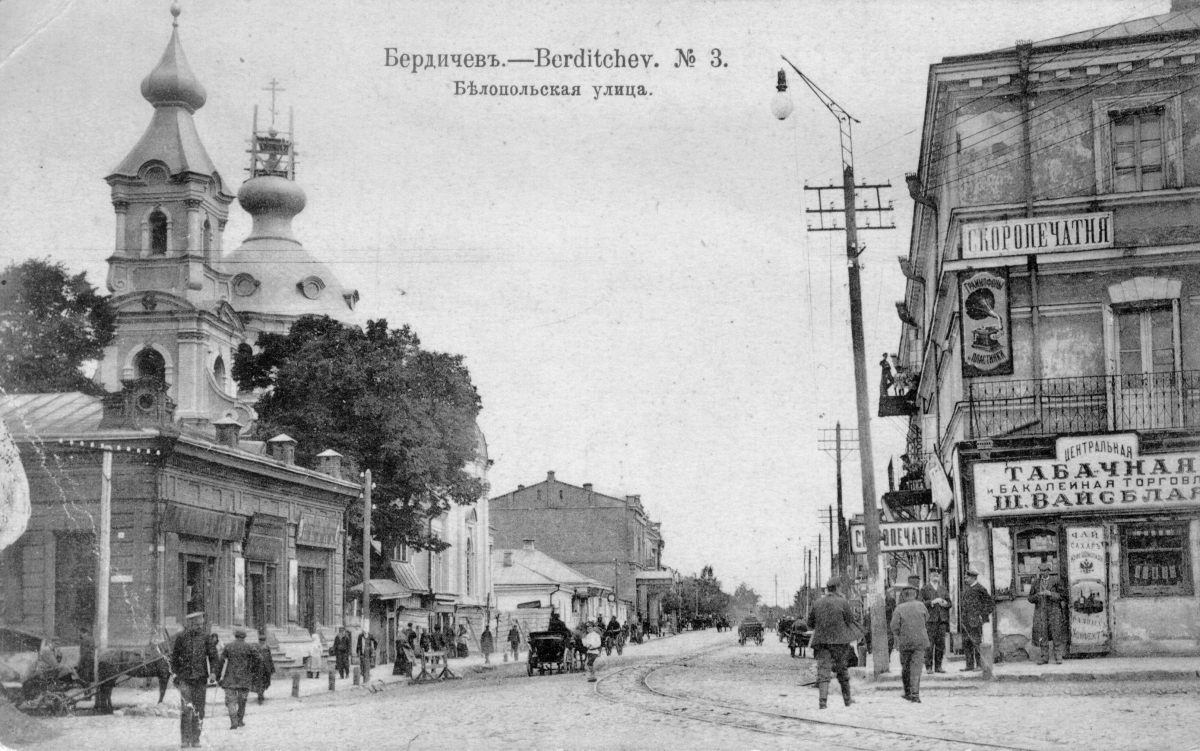
Бердичів, фотографія 1914 року.

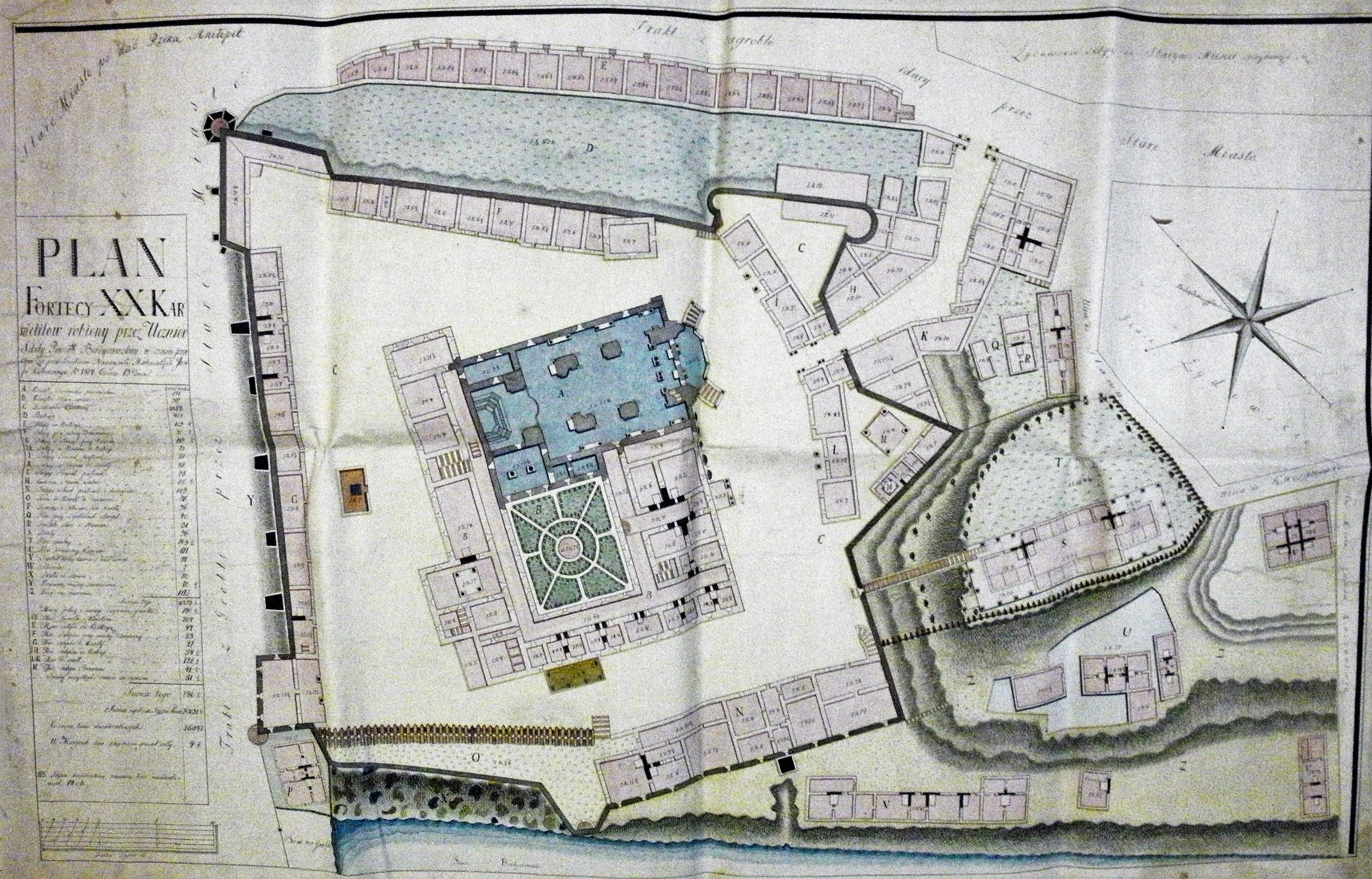
План монастиря Босих Кармелітів

Після Люблінської унії (1569 рік) Бердичів відійшов до Польщі. Місцеве населення зазнавало багато лиха від постоїв жовнірів. Наприкінці XVI ст. Януш Тишкевич - правнук православного Василя Тишкевича, та син ополячиного католика Петра Тишкевича. Януш почав споруджувати замок, збудував млин, 1627 року — монастир. З цього часу Бердичів став містечком. У 1630 році власник його подарував замок католицькому ордену босих кармелітів, що утримував для свого захисту військовий гарнізон з кількома гарматами.
Коли в Україні почалася визвольна війна під проводом Богдана Хмельницького, загони повстанців на чолі з Максимом Кривоносом у червні-липні 1648 року завдали польсько-шляхетському війську ряд нищівних ударів і визволили містечко від поляків, зруйнувавши при цьому замок і монастир.
Населений пункт увійшов до Київського полку. Протягом усієї війни в Бердичеві стояв козацький гарнізон. Після Переяславської угоди в лютому 1654 року почалася війна між Московією і Польщею, яка тривала з перервами до 60-х років XVII століття. У 1663 році шляхта, ченці-кармеліти знову повернулися до Бердичева. Населення вороже зустріло їх. Побоюючись виступу міщан, кармеліти на певний час залишили містечко. За Андрусівським перемир'ям 1667 року Бердичів відійшов до Польщі в складі Брацлавського воєводства. Відновлення кріпацтва обурило селян, які почали групуватися навколо відомих козацьких ватажків, зокрема фастівського полковника Семена Палія. Коли ж у 1702—1704 рр. вибухнуло народне повстання, Семен Палій та Самійло Самусь 1703 року розбили під Бердичевом польсько-шляхетське військо. В місті зустрічалися гетьман Іван Мазепа та гетьман Семен Палій.
Між нащадками Януша Тишкевича та орденом кармелітів до 1717 року йшла боротьба за замок. Процес виграли ченці, які почали відбудовувати замок, укріпили мури, збільшили кількість гармат. У 1739—1754 рр. вони побудували кафедральний костел. Бердичів знову став одним з осередків католицького впливу на Правобережній Україні. З цією метою при костелі було відкрито кармелітську школу, а з 1758 року й друкарню. З середини XVIII ст. власником містечка став магнат Миколай Радзивілл. У 1748 році його дружина збудувала в Бердичеві церкву, зараз на її місці стоїть Свято-Миколаївський собор. Радзивіллові належало в Бердичеві майже 8 тис. десятин землі. Посполиті відробляли по два дні на тиждень панщини. Соціальний, національний та релігійний гніт сприяв поповненню гайдамацьких загонів, що діяли на прилеглих територіях. 9 червня 1750 року повстанці в кількості 120 чоловік напали на Бердичів і розправилися з шляхтою.

### У складі Російської імперії.

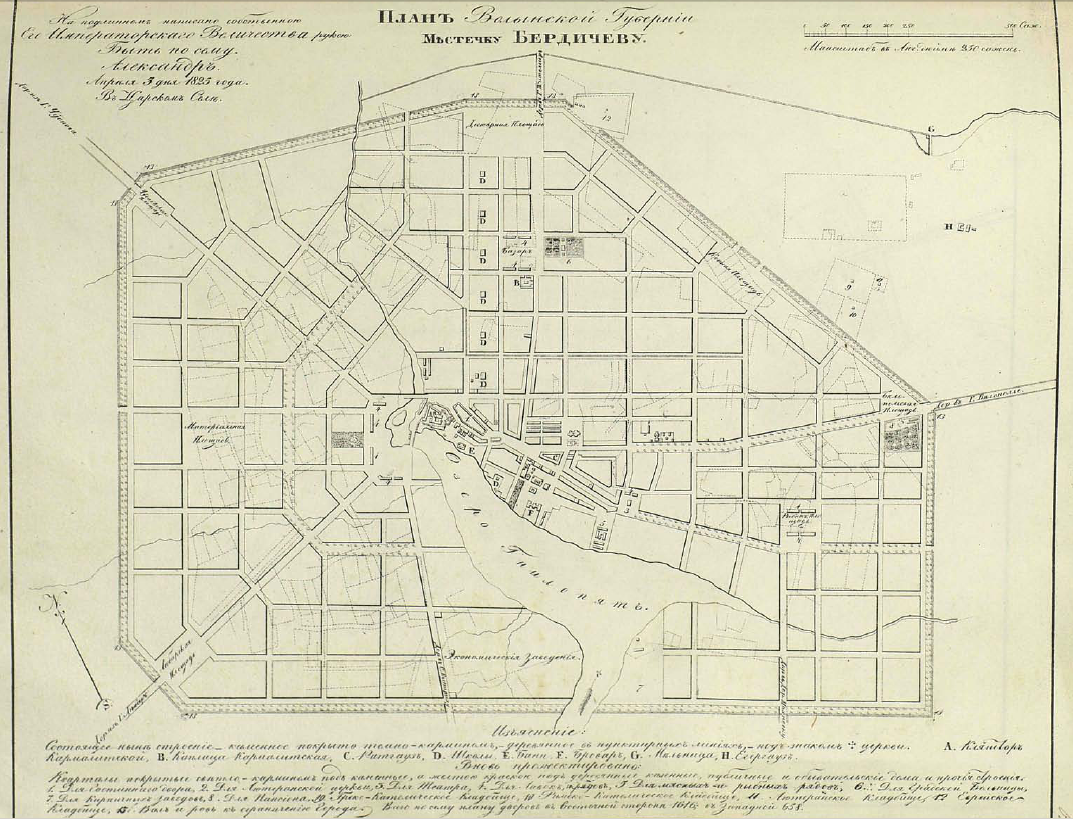
План містечка Бердичева Волинської губернії, затверджено 3 квітня 1825 року, Царське Село

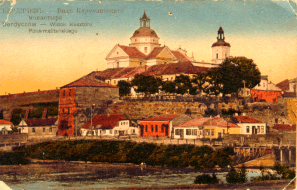
Монастир Босих Кармелітів, фотографія 1910-их років.

1793 року, після другого поділу Речі Посполитої і приєднання Правобережної України до Росії, Бердичів увійшов до складу Волинської губернії як містечко Житомирського повіту. У 1798 році в ньому налічувалося 864 будинки й 4820 чоловік. Возз'єднання сприяло розвитку промисловості, тут діяло 2 шовкові фабрики, шкірзавод, цегельня, пивоварня, 2 млини. У 1844 році Бердичів включено до Махнівського повіту Київської губернії, а в 1846 — він став повітовим містом, де проживало понад 41 тис. населення, зростанню якого сприяв подальший розвиток промисловості. За даними 1845 року тут було 8 цегелень, 4 миловарні, пивоварня, 2 свічкових, воскобійний та маслоробний заводи, каретна, кортова, макаронна й 6 капелюшних фабрик.
У 1846 році всі повітові присутні місця Махнівського повіту переведені з Махнівки до Бердичева, який із містечка став повітовим містом, а повіт перейменований на Бердичівський.
Широкого розвитку набули ремесла. Ще в середині XVIII ст. кравці, шевці, кушніри, гончарі об'єдналися в цехи. Особливо швидко почали розвиватися ремесла в середині XIX ст. А в 1860 році тут уже налічувалося понад 4 тис. ремісників у тому числі 647 кравців. Умови праці робітників були важкими. Майстерні, де працювало 8—10 чоловік, містилися в невеличких хатках, наповнених смородом шкіри або чадом від праски. Тут же багатьом доводилося й спати.
Починаючи з другої половини XVIII ст., у Бердичеві швидко розвивалася торгівля. Цьому сприяло вигідне розташування його на перехресті шляхів, що йшли з Західної Європи до Росії, й надане 1765 року право щороку проводити десять ярмарків. Сюди з'їжджалися купці з Галичини, Пруссії, Османської імперії, Австрійської монархії, Києва, Чернігова й Москви. Річний обіг ярмарок, що проводились у Бердичеві, перевищував 20 млн крб. золотом. Завдяки цьому після 1800 року місто швидко набуло роль найголовнішого банківського центру Російської Імперії.
Проте згодом банківська діяльність перемістилася в Одесу, головний порт країни, і з 50-х років XIX ст. роль Бердичева як торговельного центру України зменшилася. Окрім всього, це зумовлювалося зростанням торговельного значення Києва та інших міст, що мали залізничне сполучення з центральною Росією.
З розвитком промисловості, ремесла, торгівлі зростало й саме місто. 1846 року в ньому налічувалося 1893 будинки, з яких лише 69 споруджені з цегли. Місто було невпорядкованим. У ньому налічувалося 11 вулиць, 80 провулків та 4 площі. За кількістю жителів у середині XIX століття Бердичів посідав п'яте місце на теренах сучасної Україні (після Одеси, Києва, Львова та Харкова) — станом на 1863 рік тут проживало 51 625 осіб, з них 46 149 — євреїв (93 %).
Оноре де Бальзак, побувавши в місті 1850 року, писав про його забудову, що «будинки в місті танцюють польку, одні нахилені вправо, інші — вліво, ще інші — наперед».
На низькому рівні перебувало медичне обслуговування. У XVIII ст. тільки при костелі існували невеличка лікарня й аптека. В середині XIX ст. діяло дві лікарні на 20 і 30 ліжок. Одна з них утримувалася коштом громади. Для перенаселеного міста з антисанітарним станом, великою кількістю бідноти, що часто хворіла на шлункові та інші хвороби, цієї кількості медичних закладів не вистачало. Тому не випадково, коли 1831 року в Бердичеві спалахнула епідемія холери, її жертвами стало чимало людей.
Не кращим було становище і з освітою. У XVIII ст. майже все трудове населення не вміло ні писати, ні читати, оскільки в містечку не існувало школи для бідного люду. В кармелітській школі в 90-х роках шість учителів навчало 160 дітей шляхтичів. 1832 року кармелітську школу закрили, а учнів перевели до Житомирської і Немирівської гімназій. 1825 року в місті засновано чотирикласне училище, у якому 8 учителів навчало 182 дітей переважно заможних міщан. З 1829 по 1845 рік працювало парафіяльне духовне училище.
Восени 1846 року в місті побував Т. Г. Шевченко, який зробив тут кілька малюнків історичних пам'ятників та записав кілька народних пісень.

### Новітня історія
Реформа 1861 року дала поштовх для зростання промисловості і в Бердичеві. Цьому сприяло також будівництво залізниць, що в 1870 році зв'язали місто з Козятином, трохи згодом — з Шепетівкою, а 1896 року — з Житомиром. Уже в 1872 році в Бердичеві налічувалося 25 заводів і фабрик. Це були невеличкі, кустарні підприємства, де переважала ручна праця. Через чотири роки (1876) тут засновано один з найбільших в Україні шкіряний завод. З 1892 по 1921 роки у місті діяв кінний трамвай.
У 1877 році в Бердичеві виникло чавуноливарне підприємство, яке виготовляло апаратуру для цукрової промисловості. 1897 року воно стало власністю бельгійського акціонерного товариства й перетворено на машинобудівний завод «Прогрес». Крім обладнання для цукрової, винокурної й пивоварної промисловості, тут почали випускати нескладні сільськогосподарські машини та парові котли. У 1900—1906 рр. засновано пісочний і рафінадний цукрові заводи.
Під час подій 1905—1907 рр. розгорнувся революційний рух.
14 липня 1914 року в місті сформована 78-ма піхотна дивізія (Російська імперія).

### Період 1917—1921р.р.
Після невдачі червневого наступу російських військ у липні 1917 року в Бердичеві перебував штаб Південно-Західного фронту. Після заколоту Корнілова Керенський наказав ув'язнити керівництво фронтом, лояльне до заколотників, у тому числі командувача фронтом Денікіна та князя Крапоткіна, які певний час перебували у місцевій в'язниці.
Протягом 1917 року певний час комендантом міста був майбутній Гетьман Української Держави Павло Скоропадський. Це чи не єдиний поки випадок, коли діяльність українського державного діяча рівня керівника держави була пов'язана з містом Бердичевом.
Після жовтневого перевороту в місті з'явилися осередки, що підпорядковувався Раді народних комісарів. Багато з них складалися з солдатів ПЗФ. Штаб фронту, натомість, не визнавав радянської влади. В місті перебувала також Верховна фронтова рада (орган Центральної Ради). Військово-революційний комітет Південно-західного фронту 26 листопада визнав вищою владою Раду народних комісарів. Проте вже в ніч з 2 на 3 грудня війська Центральної Ради на чолі тоді з генералом Павлом Скоропадським встановили владу УНР. Згодом з'явилися союзні до ЦР німецькі і австрійські війська. Після закінчення 1-ї Світової війни у листопаді 1918 місто опинилося під управлінням Директорії УНР.
У січні 1919 року відбувся погром, який став відповіддю на підготовку до більшовицького заколоту у місті проти чинної влади УНР. Адже в цей час українські війська у ході другої українсько-радянської війни вели запеклі бої з ворогом на Лівобережжі. Протягом кількох місяців точилася боротьба між Україною і більшовицькою Росією. Особливо запеклі бої відбувалися у березні-квітні 1919, коли місто кілька разів переходило із рук в руки. Незабаром місто було звільнено під час серпневого спільного походу на Київ Армії УНР та Української Галицької Армії. Більшовицьку владу у місті було встановлено 28 жовтня 1919 року. На час з 27 квітня по 8 червня 1920 року союзні українсько-польські війська звільнили Бердичів від більшовиків. На залізничному вокзалі міста відбулася зустріч Головного Отамана УНР Симона Петлюри та Маршала Польщі Юзефа Пілсудського. Перебував Бердичів у прифронтовій смузі і в жовтні-листопаді 1920 року, коли бойові дії за звільнення України Армія УНР здійснювала вже самостійно (після зрадливого укладення поляками Ризького договору з більшовиками), дійшовши від Івано-Франківська до Хмільника та Вінниці. Страх перед відплатою українських військ був настільки великим, що радянська адміністрація на 10 днів залишила місто без будь-якої влади. Проте Армія УНР до Бердичева так і не дійшла.
У липні 1921 року в місті та довколишніх селах діяв проти більшовиків український повстанський отаман Орел. Інформатором виступав місцевий єврей — його батьків пограбували і вбили більшовики, тож задля помсти він знайшов для отамана список їхніх агентів з усього повіту. Відтак Орел з козаками за два тижні перевішали усіх сексотів та поширили чутки про нібито свою велику таємну організацію «Чорних Масок».

### У складі СРСР.
У 1923 році Бердичів став центром однойменного району та округу, а 1937-го увійшов до Житомирської області.

#### Голодомор 1932—1933р.р.
Не оминув Бердичів і Голодомор 1932—1933 р.р. Ухвалою бюро Бердичівського міськпарткому в зв'язку із затрудненням у забезпеченні міста хлібом в травні 1932 року було знято з постачання хлібом службовців та їх утриманців, кустарів та ін.; зменшено норми видачі хліба. Із загальної кількості 70 тис. населення міста на постачанні залишилося лише 18 тис., що становило близько 39 % населення. Робітникам доводилося докупляти хліб на ринку за високими цінами.
Ще більше ситуація погіршилася взимку 1933 р., про що зазаначає у доповідній записці перший секретар Бердичівського міськкому КП(б)У Гришкан від 25 січня 1933 р."Випадки опухання від недоїдання: на 10-й взуттєвій фабриці таких випадків встановлено 40, на швейній фабриці понад 40, у друкарні понад 10, серед будівельників до 15. З 1 по 15 січня доставлено 12 трупів — смерть настала від виснаження. Є випадки підкидання дітей у дитбудинки — зараз там замість 60 утримується 100."
В середині березня 1933 р. на 9 підприємствах зафіксовано 239 випадків опухання від голоду — це I-ий шкіряний завод — 72 особи, взуттєва фабрика — 60, завод «Прогрес» — 50, швейна фабрика — 32, булочна — 24, завод «Комсомолець» — 10, меблева фабрика 5, 1-а міська лікарня — 4, на двох підприємствах були три випадки, коли робітники втрачали свідомість (один із них помер), від голоду померло іще 5 робітників. У дитячому садку померла 31 дитина.
22 травня 1933 року під грифом «Цілком таємно» надруковано Інформаційне повідомлення заворгвідділом Бердичівського міськпарткому Вінницькому обкому КП(б)У про випадок людоїдства в м. Бердичів.
Відомо, що після обстеження відділ охорони здоров'я міста розділив населення Бердичева на три категорії. Всього по місту була обстежена 2281 сім'я, у якій налічувалось 9500 осіб. По першій категорії (безнадійно хворі) зареєстровано 385 осіб; по другій (хворі з безбілковими набряками) — 570; по третій (опухлі з ознаками безбілковості) — 1326. Бердичівський район відносився до 2-ї групи, де продовольчі труднощі охопили більшу частину населення. Офіційної статистики про кількість померлих з голоду в м. Бердичеві немає. За даними перепису, ймовірна кількість померлих від голоду від 2 до 5 тис. осіб

#### ІІ Світова війна
8 липня 1941 року після запеклих боїв місто окупували нацистські війська. Оскільки Бердичів був переважно єврейським містом, то він став місцем масового знищення людей. Було страчено 38 536 людей, більшість з яких були євреями. Масове поховання у Хажині, що знаходиться на сім кілометрів південніше від Бердичева, — одне з найбільших поховань у місті Бердичеві й на прилеглих територіях. У січні-лютому 1942 року — місцеве населення добровільно збирало зимовий одяг на потреби німецькій армії та її союзників. 5 січня 1944 року війська 1-го Українського фронту зайняли місто.
У вересні 2019 року було побудовано й урочисто відкрито пам’ятник жертвам Голокосту у Хажині. На центральному місці пам’яті в місті Бердичеві у тісній співпраці між Німеччиною та Україною було встановлено п’ять інформаційних стел, що розповідають як про історію місцевої єврейської громади так і про масштаби й місця знищення місцевих євреїв під час німецької окупації.

## Економіка

### Промисловість

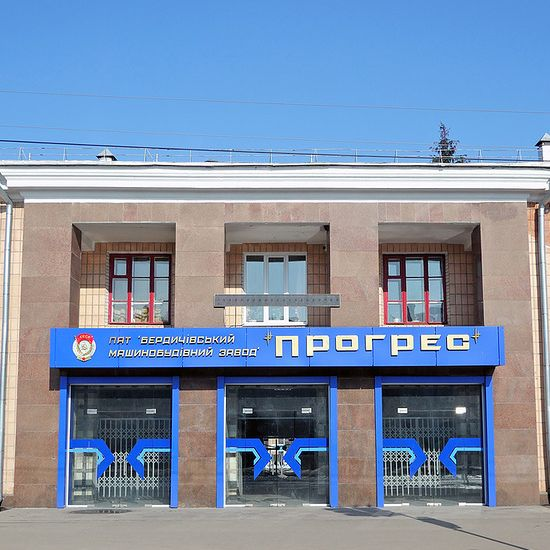
АТ "Бердичівський машинобудівний завод «Прогрес», прохідна підприємства

На території міста розташовано 27 підприємств. Галузева структура промисловості представлена підприємствами харчової і легкої промисловості, виробництва готового одягу, рукавичних виробів і шкіряного взуття, оброблення та виробів з деревини, машинобудування та металообробки.
Ними випускаються хімічне устаткування та запасні частини до нього, металорізальні верстати та забійні двигуни для нафтовидобувної промисловості, напівпричепи до вантажних та причепи до легкових автомобілів, меблі, паркет, взуття, швейні вироби, солод ячмінний та житній, хлібобулочні вироби, пиво, морозиво, продукція з незбираного молока, масло тваринне, безалкогольні напої, кондитерські вироби, комбікорми, образотворча продукція тощо.
Провідними підприємствами є ПАТ "Бердичівський машинобудівний завод «Прогрес» (хімічне, загальне та середнє машинобудування), ПАТ "Фірма «Беверс» (верстатобудування), «Шкіроб'єднання» (шкіряне виробництво), ПАТ «Фабрика одягу» (швейне виробництво), ТОВ «Три ведмедя» (харчове виробництво), СП «РІФ-1», ТОВ «Солодова компанія», ТОВ «Бердичівський пивоварний завод».

### Торгівля і сфера обслуговування
У місті працюють 4 підприємства автотранспорту, 5 — комунального господарства, 269 — торгівлі, 85 підприємств, що надають різні види послуг, 54 підприємства громадського харчування, з них майже всі засновані приватними підприємцями. До послуг населення 25 перукарень, 7 підприємств з пошиття і ремонту одягу, 7 — з ремонту складної побутової техніки, 2 лазні, 12 автозаправних станцій. Збережена мережа аптек, які знаходяться як в комунальній, так і в приватній власності. Всього нараховується 11 аптек із розгалуженою сіткою аптечних пунктів. Окрім цього в місті знаходиться лікувально-діагностичний центр, 6 приватних стоматологічних кабінетів.
Більше 7000 чоловік займаються індивідуальною підприємницькою діяльністю. У місті діють відділення 7-и банків.

## Транспортне сполучення

### Залізничне
Місто Бердичів — важливий залізничний вузол. Залізниця в 1870 році зв'язала місто з Козятином, трохи згодом — з Шепетівкою, а 1896 року — з Житомиром. Тут перетинаються залізничні магістралі:
- Козятин-Шепетівка (далі на Ковель)
- Бердичів-Житомир (далі на Мінськ).

### Автомобільне
Через Бердичів проходять автотраси E583 (Житомир—Могилів-Подільський) та Біла Церква—Кременець, шляхи на Любар, Хмільник.

## Освіта

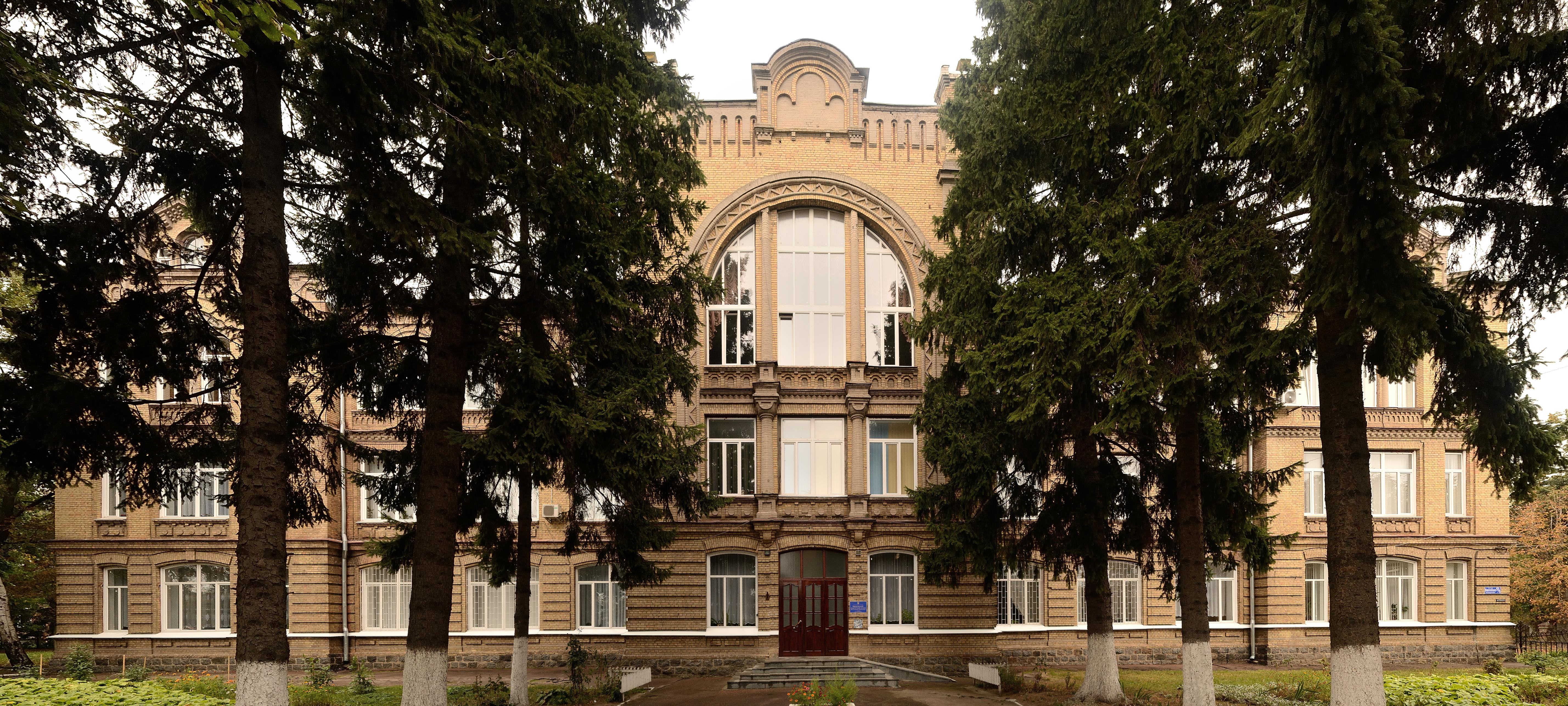
Педагогічний коледж, вул. Європейська, 53/1

Мешканці міста мають можливість навчатись у вищих закладах освіти І—ІІ рівня акредитації: політехнічному, педагогічному і медичному коледжах. 2 середні профтехучилища і Професійний будівельний ліцей здійснюють підготовку працівників для різних галузей народного господарства (дані на листопад 2008 року).
У 15-ти навчальних закладах навчається майже 13 тисяч учнів, з них 800 — навчається в гуманітарній гімназії № 2 та 1063 — у ліцеї № 10. У 13 дитячих дошкільних закладах освіти та в 3-х навчально-виховних комплексах виховується близько 2,5 тис. дітей. Для задоволення потреб представників національних меншин у школах 3, 4, 10, 15 та 17 створені умови для вивчення факультативно польської мови, на базі школи № 2 працює єврейська недільна школа.
У 13-ти дитячих дошкільних закладах освіти, 3-х навчально-виховних закладах освіти та 3-х навчально-виховних комплексах виховується близько 2,5 тис. дітей.
У місті відкриті 2 дитячі школи мистецтв: музична та художня; централізована бібліотечна система (41 бібліотека) нараховує 833 тис. примірників і брошур.
Офіційні сайти закладів освіти міста Бердичева:
1. Бердичівський педагогічний коледж
2. Бердичівський медичний коледж
3. Бердичівський коледж промисловості, економіки та права
4. Бердичівський міський ліцей № 15 або Бердичівський міський ліцей №15
5. Гімназія № 6 імені І. В. Житниченка або Гімназія № 6

## Культура

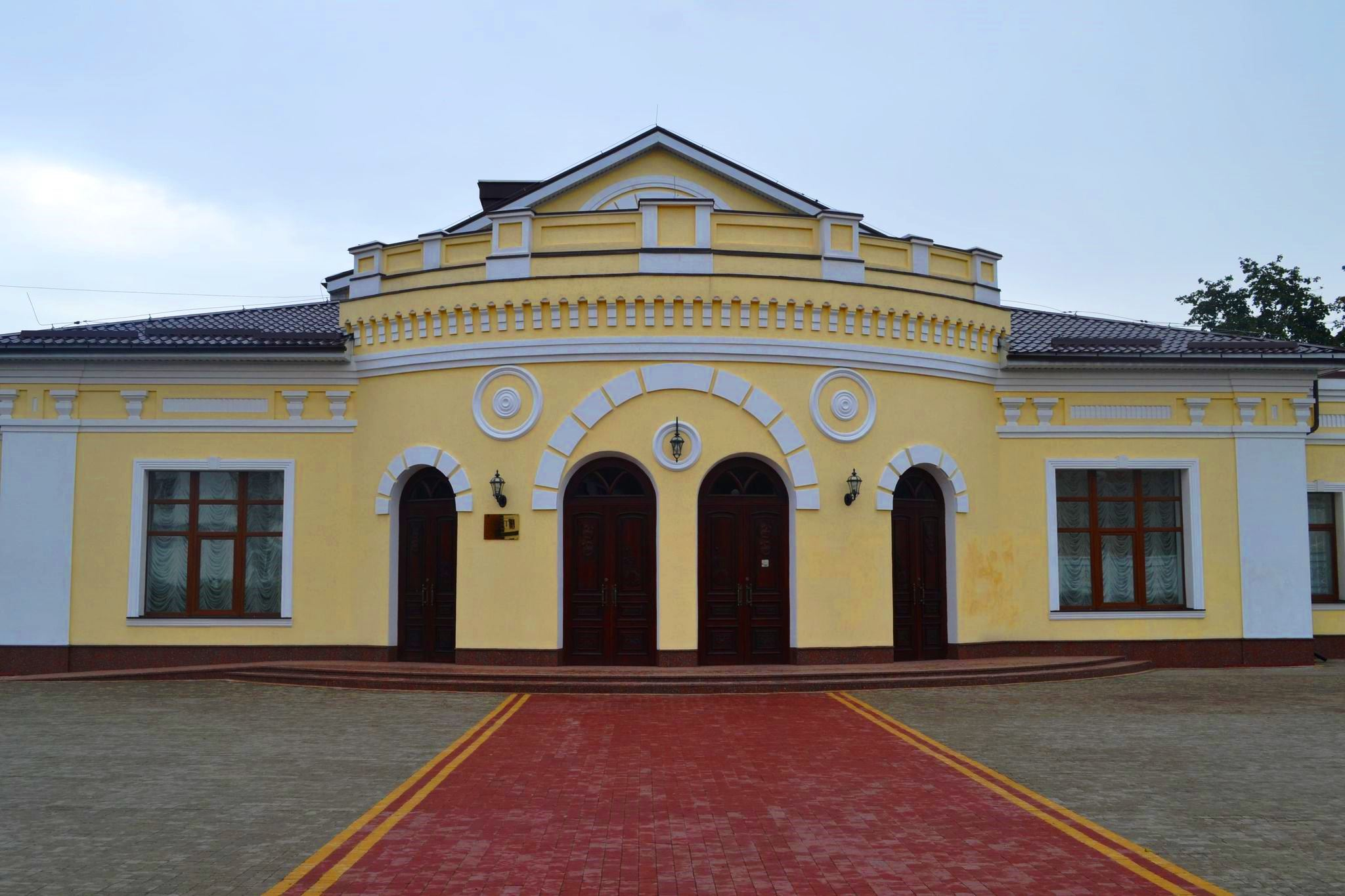
Будівля Музично-драматичного театру на Європейській

У культурному розвитку і сучасному житті Бердичева тісно переплелися своїми віковими традиціями українська, польська і єврейська культури. У місті функціонують музей історії м. Бердичева, відносно молодий (створений у 2015 році) Музей єврейства міста Бердичева і музей 26-ї артилерійської бригади, міський парк культури та відпочинку ім. Т. Г. Шевченка. 
2015 року в Бердичеві відкрився Музей Джозефа Конрада-Коженьовського, адже за однією із версій саме тут народився цей видатний британський письменник.
У місті видаються газети «Земля Бердичівська» (існує з 1919 року), «РІО-Бердичів» (видається з 2000 року), але припинили свою діяльність газети «Бердичівський погляд» (видавалась з 2014 по 2020 рік), «Наш Бердичів» (видавалась з 2016 по 2018 рік).
Традиційним стало проведення Днів польської культури, Днів європейської культури, організація бізнес-зустрічей, здійснюється низка масштабних заходів, у тому числі культурного призначення.
У місті є 15 діючих культових споруд, серед яких Свято-Миколаївський собор, Свято-Троїцька, Свято-Преображенська і Свято-Успенська церкви, 3 юдейські синагоги (Центральна, Хабад-Любавич, «Друзі Бердичева»), встановлено бл. 20 пам'ятників.
У місті діють 2 дитячі школи мистецтва: музична та художня, міський Палац культури ім. О. А. Шабельника, 34 бібліотеки (15 травня 2005 року в рамках Днів польської культури відкрита Польська міська бібліотека імені Владислава Реймонта).

## Спорт
У Бердичеві розвинута мережа закладів, які займаються розвитком спортивно-масової та фізично-оздоровчої роботи. В місті є 2 стадіони, критий плавальний басейн, дитяча юнацько-спортивна школа та дитячо-юнацький клуб фізичної підготовки. Загалом в місті культивується 18 видів спорту. Щорічно проводяться Міжнародні змагання з стрибків у висоту пам'яті Заслуженого тренера СРСР та України Віталія Лонського, які включено до офіційного календаря Міжнародної федерації легкої атлетики, а також Міжнародні змагання з боксу серед юніорів на приз Володимира Кличка. Із 2008 року у Бердичеві розпочали проводити Міжнародний турнір з футболу серед дітей на призи Заслуженого тренера СРСР та України Анатолія Пузача.
Серед спортивних клубів Бердичева з найбільшими всеукраїнськими та міжнародними досягненнями — «Барс», клуб з хокею на траві..

## Архітектурні та скульптурні пам'ятки

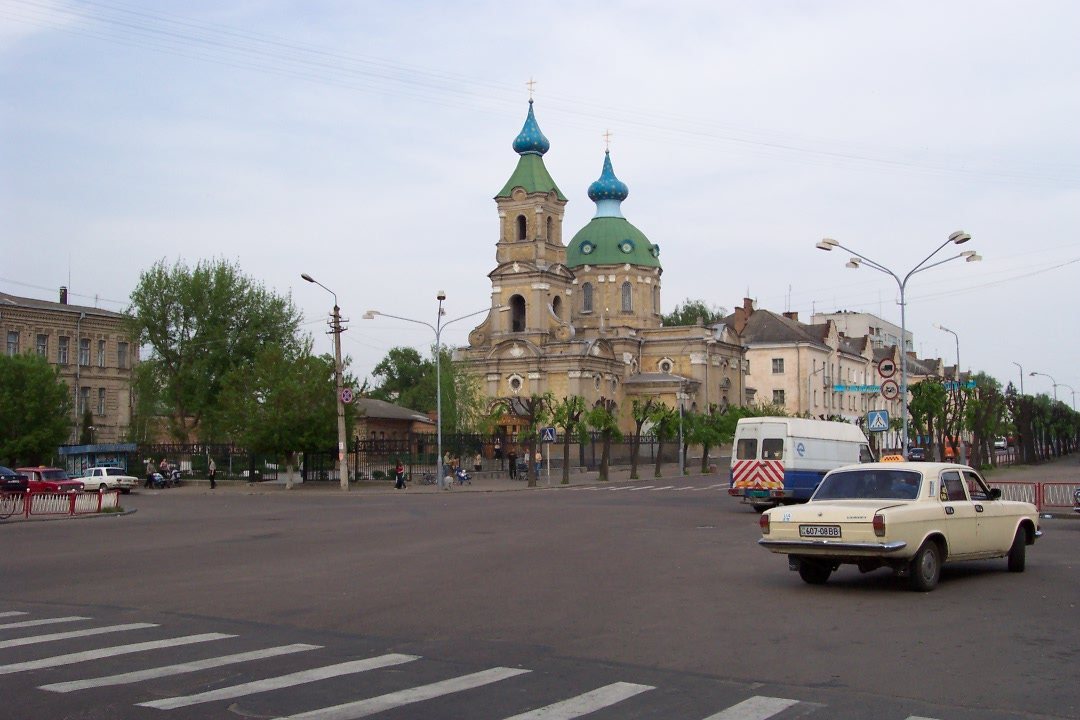
В центрі Бердичева, 2003

У місті 92 пам'ятки історії, архітектури та монументального мистецтва.

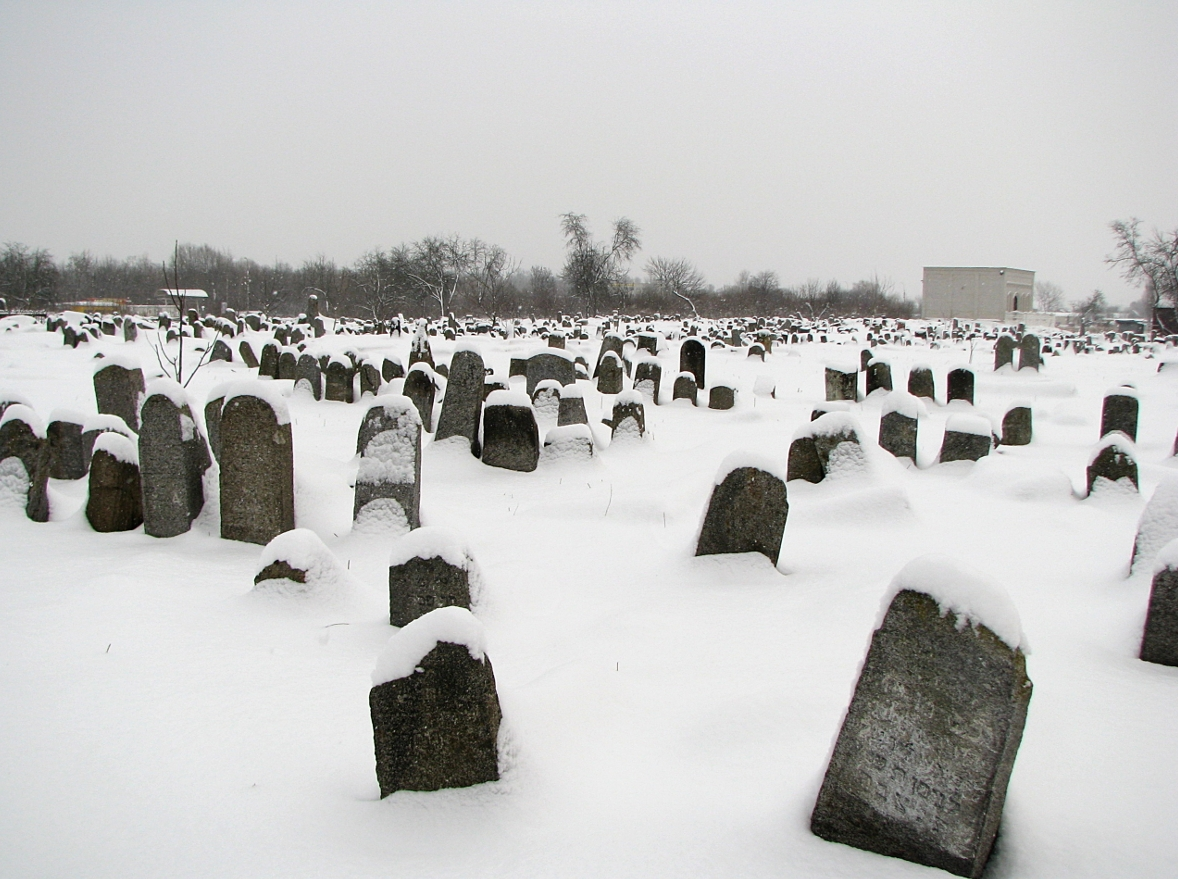
Єврейське кладовище, Бердичів

25 архітектурних пам'яток виразно свідчать про велику історичну спадщину міста. Унікальні пам'ятники XV—XVIII ст. представлені у пам'ятці архітектури національного значення — комплексі споруд монастиря Босих Кармелітів. Архітектурний комплекс включає стіни фортеці з вежами, прибрамний корпус та костьол. Київський воєвода Януш Тишкевич у 1630 році подарував замок католицькому ордену Босих Кармелітів. До чудотворної ікони Бердичівської Божої Матері щороку приходять тисячі паломників.
Ще одна пам'ятка архітектури національного значення — костел Святої Варвари, який було споруджено у 1759—1781 роках. 14 березня 1850 р. в костелі, який діє і в наш час, вінчався із графинею Евеліною Ганською великий французький письменник Оноре де Бальзак.
У місті встановлено низку пам'ятників і пам'ятних знаків, як за СРСР, так і за незалежності України (в 1990 — 2000-х рр.) — Т. Г. Шевченку, на честь народження Христа, на місці колишнього єврейського гетто тощо.
Основна стаття: Пам'ятники Бердичева. Серед бердичівських пам'ятників переважають спеціально облаштовані меморіальні місця.
В місті розташовані 2 парки-пам'ятники садово-паркового мистецтва.

### Галерея

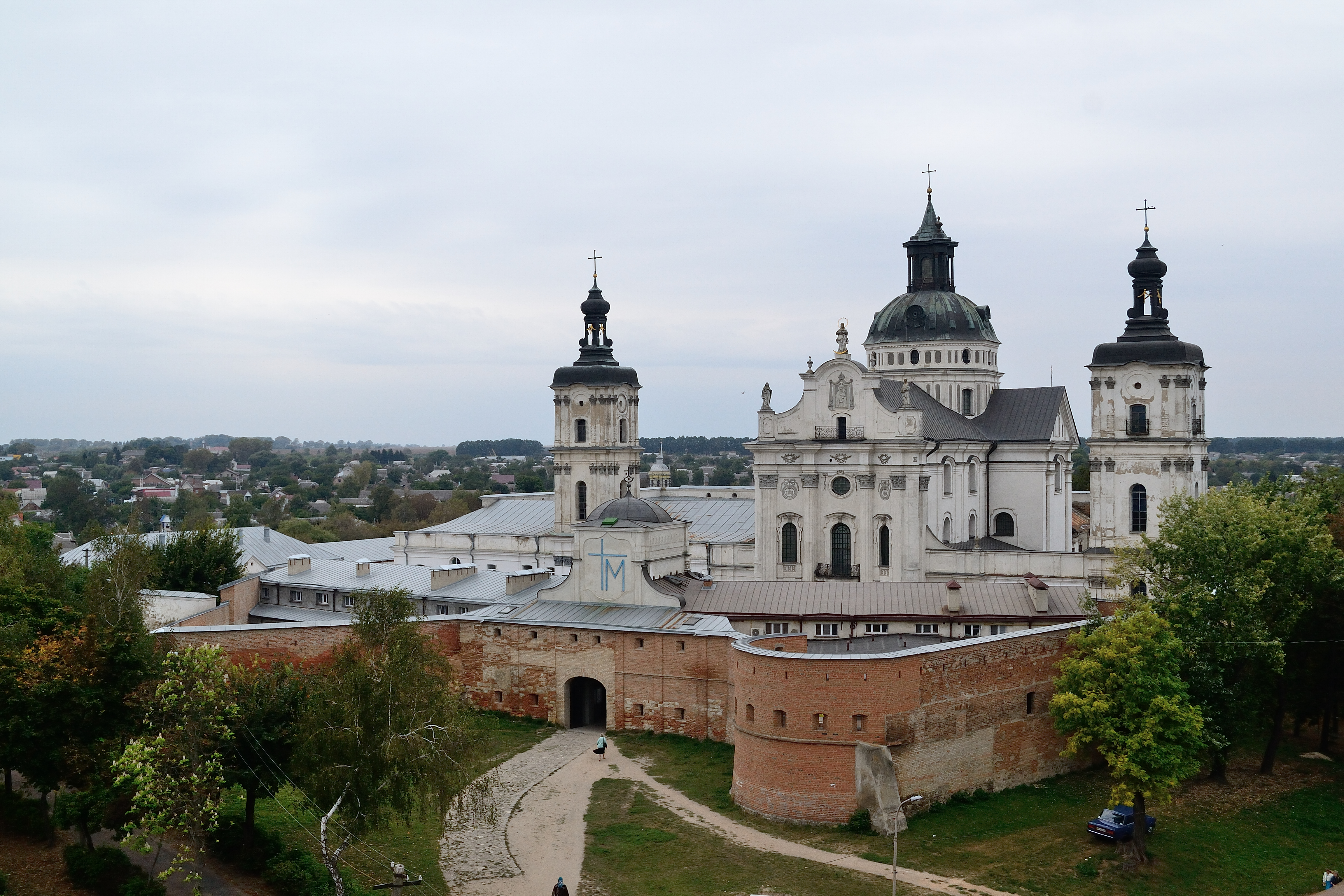
Монастир Босих Кармелітів
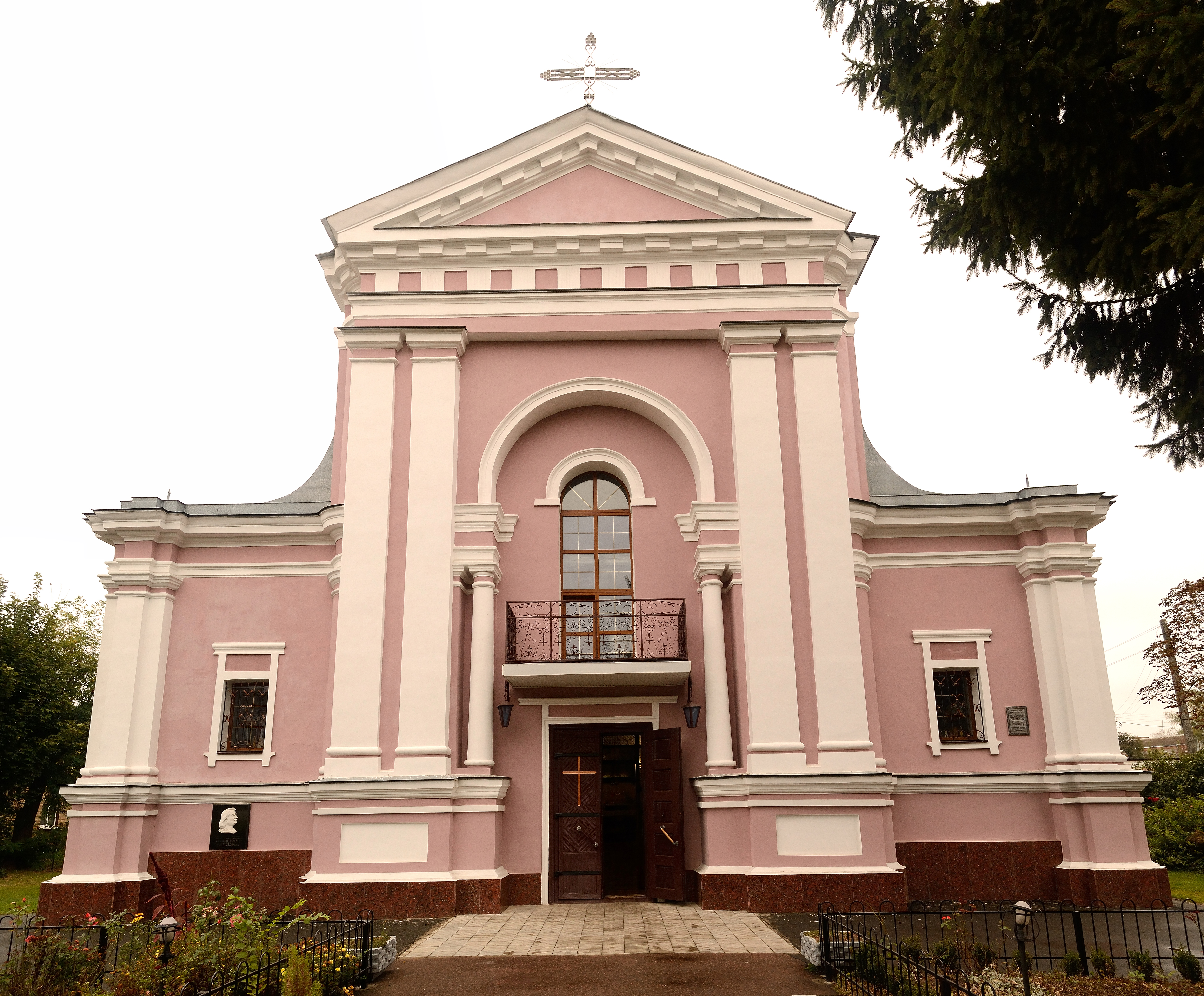
Костел Святої Варвари
Пам'ятний знак на місці колишнього єврейського гетто

## Населення

### Національний склад
|                 | 1926   | 1939   | 1959   | 2001    |
| українці        | 26,4 % | 42,1 % | 56,2 % | 84,83 % |
| росіяни         | 8,1 %  | 8,7 %  | 18,6 % | 8,74 %  |
| поляки          | 8,5 %  | 10,1 % | 11,7 % | 4,73 %  |
| євреї           | 55,5 % | 37,5 % | 11,8 % | 0,46 %  |
| роми            |        |        |        | 0,10 %  |
| молдовани       |        |        |        | 0,10 %  |
| інші/не вказали |        |        |        | 1,04 %  |

### Мова
Розподіл населення за рідною мовою за даними перепису 2001 року:
| Мова            | Чисельність, осіб | Доля   |
| --------------- | ----------------- | ------ |
| Українська      | 77 569            | 88,96% |
| Російська       | 9 234             | 10,59% |
| Польська        | 73                | 0,08%  |
| Білоруська      | 69                | 0,08%  |
| Ромська         | 42                | 0,05%  |
| Румунська       | 39                | 0,04%  |
| Єврейська       | 36                | 0,04%  |
| Вірменська      | 33                | 0,04%  |
| Інші/Не вказали | 98                | 0,12%  |
| Разом           | 87 193            | 100%   |

### Перепис 1926
За даними перепису населення СРСР 17 грудня 1926 року, чисельність населення міста становила 49 733 особи, з них за статтю: чоловіків — 23 836, жінок — 25 897; національний склад: українців — 10 720, росіян — 3 634, євреїв — 30 545, поляків — 4 303, чехів — 72, представників інших національностей — 459. Кількість господарств — 3 161.

### Єврейська громада

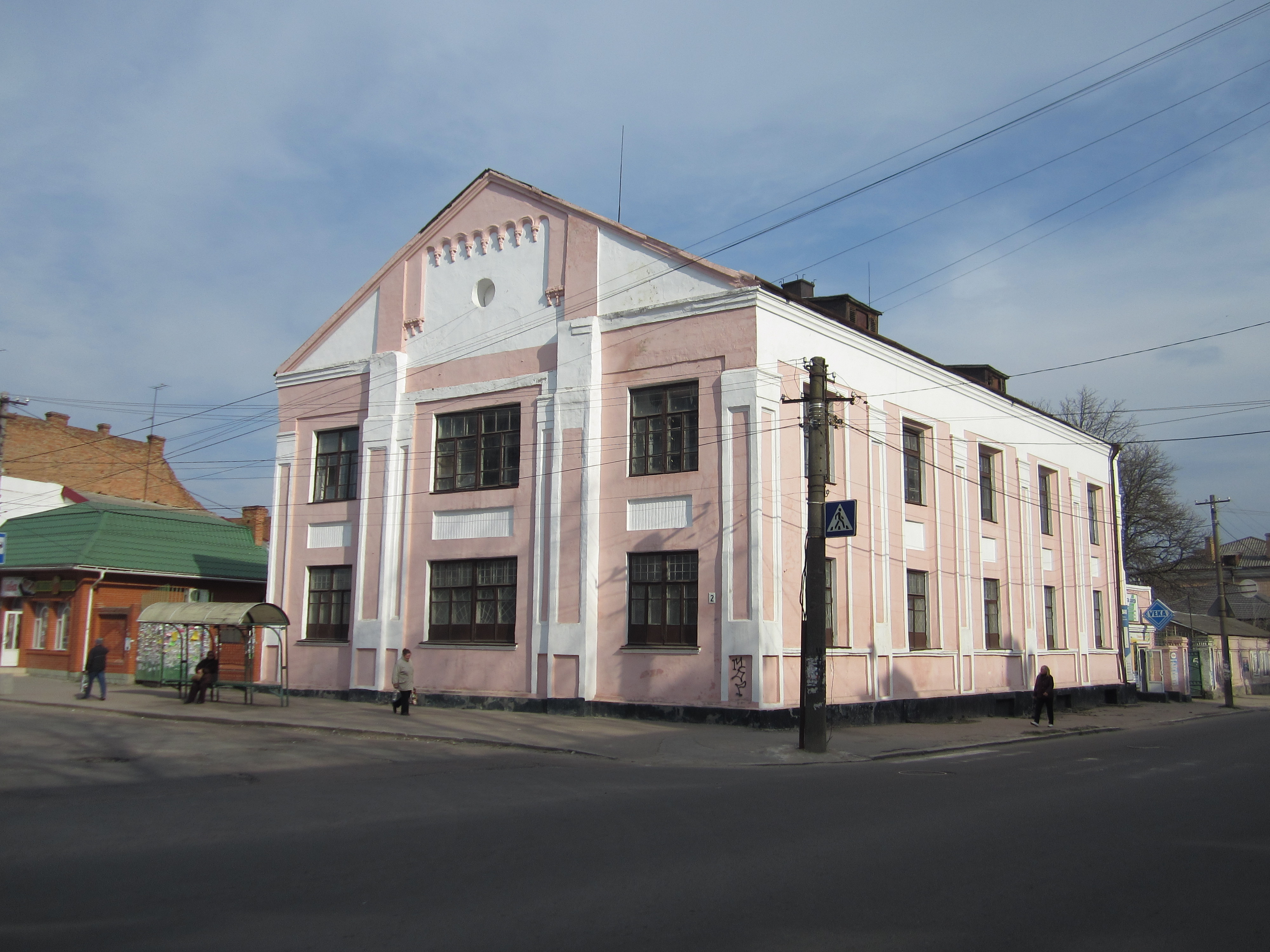
Міська хоральна синагога, 1850 (колишня, згодом — Трикотажна фабрика, нині не діє)

Першим письмово зафіксованим юдеєм міста був Шмерня. 1602 року князь Януш Збаразький, проїжджаючи містом, пограбував Шмерню (відправив його речі до свого маєтку Білопілля), якому перед тим власник Бердичева Фридерік Тишкевич передав в оренду міський млин. 
За переписом 1789 року євреї становили 75 % населення міста (1951 з 2640), пізніше князь Радзивілл надав 7 єврейським родинам монопольне право на торгівлю тканинами. Саме євреї були на чолі більшості торговельних компаній і банків, а також часто були орендарями маєтків польських магнатів. Місто налічувало до 80 синагог і бейт мідрашів. З кінця XVIII сторіччя Бердичів став важливим центром хасидизму, де згодом розгорнувся конфлікт між хасидами і мітнагидами. В 1820-х рр. сформувалася велика група послідовників ідей Гаскала. На 1861 рік єврейська громада міста була другою на теренах всієї Російської імперії. Події початку 20-го століття спричинили хвилю еміграції і частка євреїв почала зменшуватись. Попри це і закриття майже всіх синагог радянською владою, в 1920-х їдиш був офіційною мовою в місті і на ньому могли проводитись судові слухання. Проте з 1930-х релігійну і культурну активність було обмежено. Під час війни єврейська громада була фактично знищена нацистами. З лібералізацією політичного і культурного життя в СРСР з сер. 1980-х рр. відбулось відродження єврейської громади Бердичева. Зараз у місті діють 3 синагоги, чимало місць, пов'язаних із юдаїзмом і єврейською культурою, у тому числі Усипальня Леві Іцхака Бен Меїра, яку щороку відвідують понад 3 тисячі прочан (дані на сер. 2000-х рр.).
Динаміка чисельності єврейського населення Бердичева
- 1789 — 1 951 (73,9 %)
- 1860 — 50 399 (92,6 %)
- 1867 — 52 563 (79,2 %)
- 1897 — 41 125 (77,1 %)
- 1926 — 30 812 (55,5 %)
- 1939 — 23 266 (37,5 %)
- 1959 — 6 300 (11,8 %)
- 1970 — 5 700 (8,0 %)
- 1979 — 4 600 (5,6 %)
- 1989 — ≈ 3 000 (3,3 %)
- 2001 — ≈ 400 (0,5 %)[22]

## Відомі люди
- Василь Тишкевич (1492—1571) — державний діяч Литовсько-Руської держави й Речі Посполитої, воєвода Підляський та Смоленський, староста Мінський, власник Бердичева та навколишніх земель.
- Петро Тишкевич(1571—1631) — державний діяч Великого князівства Литовського, граф у Бердичеві
- Іцхак Берман (1913—2013) — ізраїльський політик
- Гельман Поліна Володимирівна(1919—2005) — радянська льотчиця
- Гершфельд Григорій Ісаакович — музичний педагог, композитор
- Гершфельд Давид Григорович (1911—2005) — композитор, організатор музичної освіти Давид Григорович
- Гольдфаден Абрам — єврейський поет і драматург
- Горкуша Оксана Василівна — член Спілки письменників, науковець, канд. філос. наук, автор багатьох наукових видань, зокрема «Майдан і Церква»
- Гонтар Авраам Юткович — письменник
- Горенштейн Фрідріх Наумович — письменник, сценарист
- Житниченко Іван Васильович (1886—1938) — кавалер чотирьох Георгіївських хрестів.
- Залевський Анатолій — цирковий гімнаст
- Єлісаветський Стер Якович — історик, автор книги «Бердичевская трагедия»
- Конрад Джозеф — англійський письменник
- Коляда Олександр Володимирович — композитор, співак
- Коржук Віктор Дмитрович — заслужений журналіст України
- Криворуцький Петро Мойсейович — скульптор
- Кузьмінський Іван Юрійович (1983—2023) — український музикознавець, режисер, науковець, військовослужбовець Збройних сил України, учасник російсько-української війни.
- Кухарчук Олександр Федорович (1942—2018) — письменник, громадський діяч
- Кучук Петро Павлович, член спілки художників України
- Леві Іцхак (1740—1810) — один з найбільших хасидських цадиків його покоління, розповсюджувач хасидизму на Волині
- Лернер Йосип Ієгуда (1849—1907) — історик Одеси
- Лонський Віталій Олексійович — Заслужений тренер СРСР, України, почесний громадянин міста Бердичева
- Мацейко Юрій Михайлович — український історик та дипломат. Дослідник історії міжнародних відносин, сходознавець. Лауреат премії ім. Д. З. Мануїльського АН УРСР (1975). Доктор історичних наук.
- Менделе Мойхер-Сфорім — єврейський письменник
- Нестайко Всеволод Зіновійович — український письменник.
- Пасічник Михайло Павлович — письменник, голова Житомирської організації НСПУ
- Антоній Протазій Потоцький — польський державний діяч, один з піонерів капіталізму
- Пузач Анатолій Кирилович (1941—2006) — гравець, тренер київського «Динамо», збірної, Заслужений тренер України та СРСР
- Скоропадський Павло Петрович, комендант Бердичева у 1917 році, Гетьман Української Держави
- Тимчук Дмитро Борисович (1972—2019) — підполковник запасу Збройних сил України, координатор групи «Інформаційний спротив»
- Фіркович Авраам Самуїлович — караїмський письменник і археолог, збирач древніх рукописів, священнослужитель-газзан
- Яцюк Микола Софронович — художник
- У костелі Святої Варвари 14 березня 1850 року красуню з Верхівні Евеліну Ганську було повінчано з Оноре де Бальзаком. Також був охрещений англійський письменник Джозеф Конрад.
- В місті помер Францішек Пйотр Потоцький — староста щирецький, шеф реґіменту Потоцьких[30]

### Народилися
- Атішев Радислав Олександрович (1988—2016) — молодший сержант Збройних сил України, учасник російсько-української війни.
- Ахметов Рустам Фагімович (*1950) — доктор наук з фізичного виховання та спорту, професор, Заслужений працівник фізичної культури і спорту України.
- Барях Самійло Йосипович (1889—?) — графік.
- Будкевич Марія Яківна (1869—1943) — російська оперна співачка (лірико-колоратурне сопрано).
- Венгер Олександр Анатолійович (1969—2015) — старшина Збройних сил України, учасник російсько-української війни.
- Гадіуллін Сергій Федорович (1986—2015) — солдат Збройних сил України, учасник російсько-української війни[31].
- Галицький Василь Іванович (1912—1990) — доктор географічних наук, професор
- Гарцман Мотл Давидович (1909 — 1943) — поет
- Гельман Поліна Володимирівна (1919—2005) — радянська льотчиця, герой СРСР.
- Гірич Антоніна (1939—2022) — польська актриса театру і кіно.
- Глікман Геннадій Наумович (1921—1991) — український графік та скульптор-анімаліст.
- Гольденберг Григорій Давидович (1855—1880) — революціонер, член партії «Народна Воля».
- Горностай Павло Петрович (*1955) — доктор психологічних наук, професор, лауреат Державної премії України в галузі науки і техніки (2019).
- Горобчук Анатолій Петрович (*1970) — краєзнавець.
- Граціанський Олексій Миколайович (1905—1987) — герой СРСР.
- Гроссман Василь Семенович (1905—1964) — радянський письменник і журналіст.
- Дарчук Остап Йосипович (1911—1999) — український співак та педагог, професор, заслужений діяч мистецтв України.
- Дер Ністер — єврейський письменник, журналіст, перекладач та критик
- Дульчик Віталій Георгійович (1986—2014) — військовий, лейтенант загинув при виконанні бойових обов'язків, під час АТО.
- Жудін Микола Дмитрович (1891—1968) — член-кореспондент АН України.
- Зейденберг Савелій Мойсейович (1862—1942) — радянський художник.
- Зеленецький Борис Васильович (*1924) — радянський, український кінорежисер.
- Земнухов Валерій Георгійович (*1953) — майстер художньої обробки деревини.
- Ігнац Ефруссі (1829—1899) — австрійський банкір.
- Каган Абрам Якович (1901—1965) — прозаїк.
- Краковецький-Кочержинський Юрій Олександрович (*1924) — доктор технічних наук.
- Красний Пінхас (1881—1939) — єврейський громадський і політичний діяч.
- Криворуцький Петро Мойсейович (1920—1987) — скульптор, член Спілки художників СРСР.
- Кримаренко Юрій Олександрович (*1983) — чемпіон світу зі стрибків у висоту.
- Литвинець Енгеліса Микитівна (1927—2003) — український мистецтвознавець, майстриня художньої вишивки та бісероплетіння.
- Ракель Ліберман (1900—1935) — захисниця постраждалих жінок від насильства
- Мандельберг Віктор Овсійович (1869—1944) — російський публіцист, революціонер (меншовик), лікар.
- Марчук Микола Павлович (1944—1999) — український російськомовний літератор
- Мінаківський Болеслав Людвикович (1897—1921)[32] — підполковник Армії УНР
- Міхневич Петро Герасимович (1901—1993) — народний артист УРСР
- Міщенко В'ячеслав Володимирович (* 1963) — український фотохудожник, живописець
- Модестов Юлій Аронович (1874—1921) — український оперний співак
- Нестайко Всеволод Зіновійович (1930—2014) — український дитячий письменник
- Пастух Віктор Іванович (1957—1996) — заслужений майстер спорту з альпінізму, підкорювач Гімалаїв
- Петровський Давид Олександрович (1886—1937) — радянський державний діяч, журналіст, політолог, вчений-економіст.
- Піскун Святослав Михайлович (1959) — український політик
- Писарєва Стелла Володимирівна (1925—2020) — заслужена працівниця культури Татарської АРСР
- Побережний Олексій Сергійович (*1987) - журналіст та громадський діяч.
- Прокопюк Ігор Валерійович (1978—2023) — солдат Збройних сил України, учасник російсько-української війни, Герой України (посмертно).
- Разумков Дмитро Олександрович (8 жовтня 1983) — Голова Верховної Ради IX скликання, член Ради національної безпеки і оборони України
- Разумков Олександр Васильович (1959—1999) — перший помічник другого президента України Леоніда Кучми (1994—1995), заступник секретаря Ради національної безпеки та оборони України (1997—1999). Батько Голови Верховної Ради IX скликання Дмитра Разумкова.
- Реготун Олег Петрович (1976—2014) — військовий, старший прапорщик загинув при виконанні бойових обов'язків, під час АТО
- Сідіс Борис (1867—1923) — український американський психолог, лікар, психіатр і філософ освіти
- Сідлецький Сергій Юрійович (1983—2014) — молодший сержант Збройних сил України, учасник російсько-української війни.
- Славов Леонард Стефанович (1931—2020) — український художник та скульптор, член Національної спілки художників України, Заслужений художник України.
- Слюсар Вадим Миколайович (*1977) — доктор філософських наук, журналіст.
- Сонц Ада Юхимівна (1897—1968) — актриса, заслужений діяч мистецтва УРСР
- Станіслав Солтан (1758—1836) — державний і військовий діяч Великого князівства Литовського
- Старіков Євген Андрійович (1982—2014) — боєць батальйону «Шахтарськ», загинув при виконанні бойових обов'язків, під час АТО
- Тарасюк Олександр Олексійович (1995—2022) — старший лейтенант Збройних сил України, учасник російсько-української війни.
- Томашевський Казимир Адамович (1914—1983) — герой СРСР.
- Туранський Олександр Олексійович (*1936) — український живописець.
- Файнтух Соломон Овсійович (1899—1985) — український композитор і диригент.
- Файнтух Яків Самійлович (1892—1974) — український композитор.
- Хазін Олександр Абрамович (1912—1976) — український та російський російськомовний письменник єврейського походження.
- Марія Хімич (1985) — українська письменниця.
- Шломо Шамір (1915—2009) — ізраїльський воєначальник і державний діяч

## Цікаві факти
- У польській мові існує фразеологізм „Пиши на Бердичів“ (пол. Pisz na Berdyczów). Використовується він у випадку, коли листи не доходять до адресатів. Раніше значення фрази було трохи іншим і використовувалось як заміна для „Відчепись!“ чи „Не морочи мені голову!“. За часів Речі Посполитої Бердичів був значним торговим центром і мав привілей проводити десять ярмарків щороку. Тобто мало не єдиним способом зв'язатися з мандрівним купцем було написати йому листа в Бердичів, і за деякий час торговець гарантовано забрав би його з пошти. В переносному значенні „Пиши на Бердичів“ означало приблизно наступне: „Добре, добре, ти собі розказуй — може колись і займуся твоїми справами“. Таким чином інтерпретувався той факт, що адресат міг отримати листа не одразу, а за два-три місяці[33].
- На честь міста названий відкритий 2005 року астероїд — 159181 Бердичів.

## Міста-побратими
- Золотоноша, Україна
- Алітус, Литва
- Явор, Польща
- Седльці, Польща
- Ченстохова, Польща[34]

### Рядком старожитностей
- Олександр Горобець Щорічний каленадар „Босих Кармелітів“ [Архівовано 15 квітня 2021 у Wayback Machine.]